# Giulio Bizzozero

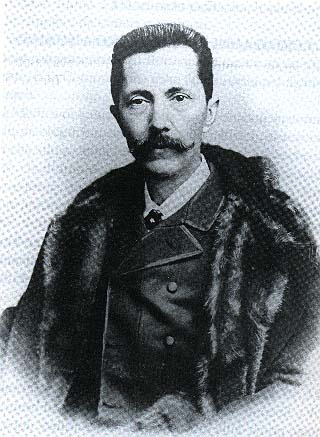
Giulio Bizzozero

Giulio Bizzozero, född 20 mars 1846 och död 8 april 1901, var en italiensk patolog.
Bizzozero blev medicine doktor i Pavia 1866 och professor i Turin 1872. Han var lärjunge till bland annat Heinrich Frey i Zürich och Rudolf Virchow i Berlin. Han främsta vetenskapliga arbeten rör blodet, benmärgen, lymfkörtlarna och bindväven. Bizzozero var den förste som bevisade, att benmärgen var ett blodbildande organ. Han var också upptäckare av blodplättarna eller trombocyterna, vilkas betydelse vid blodproppsbildningen han påvisade.